# Balogh Gusztáv
Balogh Gusztáv, Balog (Pest, 1844. november 17. – Budapest, 1920. augusztus 31.) magyar zeneszerző, színházi karmester. Balogh István színész fia, Balogh Béla filmrendező édesapja.

## Életútja
Mint színészgyermek, Keszy Józsefnél lépett először színpadra, Szentendrén. Korán megtanult hegedülni és zongorázni Ridley Kohnetől, Reményi Edétől, majd Novák György katonakarnagytól, a hangszerelést Thern Károlytól. Közben a Nemzeti Zenedében befejezte tanulmányait és 1861-ben Molnár Györgyhöz szerződött hegedűsnek; de itt nem volt sokáig maradása, mert már egy év után ismét Keszynél keresett boldogulást. 1862-től 1865. virágvasárnapjáig a Nemzeti Színház énekkarának volt a tagja. 1864-ben, a nyári szünetben atyja társulatával a Komló-kertben működött mint karmester. 1865-ben Egerben színészkedett Csaby Imrénél, pünkösd vasárnapján ismét Pesten működött a Komlóban mint karmester, 1904-ig. 1875-től a következő direktorai voltak: 1874-ben Hubay Gusztáv, 1875-ben Miklósy Gyula (Pécs, Miskolc), Károlyi Lajos (Székesfehérvár, Miskolc, Pozsony, Balatonfüred), Mándoky Béla (Győr, Pozsony, Balatonfüred), Krecsányi Ignác (Debrecen, Arad), Jakab Lajos (Kassa, ahol 1887-ben ülte meg 25 éves jubileumát), Rakodczay Pál (Kecskemét), Nagy Vince (Debrecen), Makó Lajos (Győr, Sopron), Leszkay András (Arad). 1897. és 1898. nyarán Ősbudavárában Megyeri Dezsőnél, majd Kolozsvárott és Zöldi Márton Városligeti Dalos Színházában működött, 1900-ban Komjáthy Jánosnál (Debrecenben), 1902-ben dr. Janovics Jenőnél (a budai Várszínházban és Fiuméban), majd 1903-ban Krémer Sándornál. 1893-ban színigazgató lett, de nem tudott boldogulni és újra karmesternek szerződött el.

## Munkái
- Házasság a börtönben, operett 3 felvonásban, Debrecen, 1886. Szövegét Rónaszéki Gusztáv írta.
- A pipahős, bohózatos operett 1 felvonásban.